# Pervomaiske, Jovtnevîi
Pervomaiske (în ucraineană Первомайське) este o așezare de tip urban din raionul Jovtnevîi, regiunea Mîkolaiiv, Ucraina. În afara localității principale, mai cuprinde și satul Novoselivka.

## Demografie
Componența lingvistică a așezării de tip urban Pervomaiske
     Ucraineană (91,02%)
     Rusă (8,33%)
     Alte limbi (0,31%)
Conform recensământului din 2001, majoritatea populației așezării de tip urban Pervomaiske era vorbitoare de ucraineană (91,02%), existând în minoritate și vorbitori de rusă (8,33%).